# 베르흐니우팔레이
베르흐니우팔레이(러시아어: Верхний Уфалей)는 러시아 첼랴빈스크주에 위치한 도시이다. 인구는 33,700명(2005년)이다. 우팔레이 강(우파강의 지류)에 접하고, 첼랴빈스크에서 142 km떨어져 있고 첼랴빈스크 주의 서쪽에 위치해 있다.